# شركة الخدمات القانونية
مؤسسة الخدمات القانونية (LSC) هي شركة ممولة من القطاع العام، 501 (c) (3) غير ربحية أنشأها كونغرس الولايات المتحدة. وهي تسعى إلى ضمان المساواة في الوصول إلى العدالة بموجب القانون لجميع الأميركيين من خلال توفير التمويل للمساعدة القانونية المدنية لأولئك الذين لن يتمكنوا من تحملها. تم إنشاء LSC في عام 1974 برعاية من الحزبين الجمهوري والديمقراطي بدعم من إدارة نيكسون، ويتم تمويله من خلال عملية تخصيص الكونغرس.
يوجد فيها مجلس مكون من 11 مديرًا، يعينهم رئيس الولايات المتحدة ويؤكدهم مجلس شيوخ الولايات المتحدة، والتي تحدد سياستها. بموجب القانون، يكون المجلس من الحزبين؛ لا يمكن أن يأتي أكثر من ستة أعضاء من نفس الحزب. لديها رئيس ومسؤولون آخرون يقومون بتنفيذ تلك السياسات والإشراف على عمليات الشركة.
بالنسبة للسنة المالية 2018، خصصت مبلغ 410 ملايين دولار في الميزانية الفيدرالية لتمويل المساعدة القانونية المدنية. تعد أكبر ممول منفرد للمساعدة القانونية المدنية في البلاد، حيث تقوم بتوزيع أكثر من 90 بالمائة من إجمالي تمويلها على 132 برنامج مساعدة قانونية غير ربحية مستقل.
للعام المالي 2019، خصص الكونغرس 415 مليون دولار لشركة LSC لتمويل المساعدة القانونية المدنية. تعد أكبر ممول منفرد للمساعدة القانونية المدنية في البلاد، حيث تقوم بتوزيع أكثر من 90 بالمائة من إجمالي تمويلها على 132 برنامج مساعدة قانونية غير ربحية مستقل.

## روابط خارجية
- الموقع الرسمي
- مؤسسة الخدمات القانونية في السجل الفيدرالي
- نقابة المحامين الأمريكية على LSC